# (468347) 2016 EN87
(468347) 2016 EN87 es un asteroide perteneciente al cinturón de asteroides, descubierto el 13 de enero de 2002 por el equipo Spacewatch desde el Observatorio Nacional de Kitt Peak (Arizona, Estados Unidos).